# Clossiana carelius
Clossiana carelius är en fjärilsart som beskrevs av R.C. Valle 1935. Clossiana carelius ingår i släktet Clossiana och familjen praktfjärilar. Inga underarter finns listade i Catalogue of Life.